# Свети Атанасий (Ракле)
Вижте пояснителната страница за други значения на Свети Атанасий.
„Свети Атанасий Велики“ или „Свети Атанас“ (на македонска литературна норма: „Свети Атанас“, „Свети Атанасиј“) е възрожденска православна църква в прилепското село Ракле, Република Македония. Църквата е под управлението на Преспанско-Пелагонийската епархия на Македонската православна църква.
Църквата е гробищен храм, разхоположен западно от селото. Изградена е в XIX век и изписана в 1864 година. Представлява трикорабна сграда с полукръгла апсида на източната страна и галерия на кат на западната.